# YES, I LOVE YOU 〜運命を超えて〜
『YES, I LOVE YOU 〜運命を超えて〜』（イエス・アイ・ラブ・ユー さだめをこえて）は、1989年5月10日に発売された柏原芳恵のオリジナル・アルバム。

## 概要
32枚目のシングルで、日本テレビ系列の2時間ドラマ『火曜サスペンス劇場』の主題歌「化石の森」を含む全10曲を収録。
2018年9月26日には、オリジナルの収録曲に加えて「化石の森」のB面曲「4月の手紙」と、アルバム未収録のシングル曲「あなたならどうする」を追加収録し、『YES, I LOVE YOU 〜運命を超えて〜+2』としてユニバーサルミュージック合同会社より、紙ジャケット仕様でSHM-CDが発売された。

## 収録曲

### CD
1. 化石の森
作詞：荒木とよひさ　作曲：筒美京平　編曲：武部聡志
  - 32枚目のシングルA面曲。
2. Noという愛情
作詞：藤原安寿　作曲：浅見浩平　編曲：鷺巣詩郎
3. Any More愛なんて
作詞：藤原安寿　作曲：石田正人　編曲：鷺巣詩郎
4. SUMMER BREEZE
作詞：藤原安寿　作曲：川上明彦　編曲：大谷和夫
5. 二年遅れのBirthday
作詞：及川眠子　作曲：広谷順子　編曲：大谷和夫
6. まどろみTwilight
作詞：藤原安寿　作曲：久保友継　編曲：大谷和夫
7. 薔薇時間
作詞：及川眠子　作曲：安藤直弘　編曲：鷺巣詩郎
8. DESTINATION
作詞：藤原安寿　作曲：石田正人　編曲：大谷和夫
9. 夜明けの迷路
作詞：及川眠子　作曲：安藤直弘　編曲：鷺巣詩郎
10. 愛を信じて
作詞：及川眠子　作曲：安藤直弘　編曲：大谷和夫

### YES, I LOVE YOU 〜運命を超えて〜 +2（SHM-CD）
1. 化石の森
2. Noという愛情
3. Any More愛なんて
4. SUMMER BREEZE
5. 二年遅れのBirthday
6. まどろみTwilight
7. 薔薇時間
8. DESTINATION
9. 夜明けの迷路
10. 愛を信じて
[ボーナス・トラック]
11. 4月の手紙
作詞：三浦徳子　作曲：松田良　編曲：戸塚修
  - 「化石の森」のB面曲。
12. あなたならどうする
作詞：なかにし礼　作曲：筒美京平　編曲：戸塚修
  - 33枚目のシングル表題曲。